# Бернадот, Бьёрн
Бьёрн Вильгельм Бернадот (швед. Björn Wilhelm Bernadotte, род. 13 июня 1975, Шерцинген, Швейцария) — немецкий бизнесмен и аристократ.

## Биография
Бьёрн родился 13 июня 1975 года, в Шерцингене. Он был старшим сыном Леннарта Бернадота (1909—2004) и его второй супруги Сони Хаунц (1944—2008). У него есть 4 родных и 4 сводных братьев и сестёр.
Бьёрн учился в школе Рудольфа Штайнера, в Кройцлингене. Несмотря на то, что у него был сводный брат Ян Бернадот (1941—2021), именно Бьёрн принял на себя управление Майнау, в 2011 году. После многих лет стажировок в парках, садах, лесном хозяйстве и туризме, он решил продолжить свой интерес к социальной работе и изучал педагогику, в Педагогическом университете Роршаха, в Швейцарии. Летом 2006 года, он защитил дипломную работу, под названием Возможности, риски и ограничения интернет-консультаций. Он также получил образование в Институте коммерческого и профессионального образования.
Вместе с физиотерапевтом Эдвином Арнольдом, он основал компанию Mainau Aktiv. Там проводятся семинары для менеджеров по коммуникациям, построению команды и здоровью. Он также является президентом Академии Майнау, учебного центра по природе и окружающей среде.
Он является членом управляющего совета Фонда Леннарта Бернадота с января 2007 года. Его старшая сестра Беттина (род. 1974), взяла на себя оперативное управление туристической достопримечательностью на Боденском озере в 2007 году. С 2011 го да, является уполномоченным управляющим директором Mainau GmbH, совместно с сестрой Беттиной.
Бьёрн является одним из основателей Европейского культурного форума Майнау и компании «Садоводство для всех».

## Личная жизнь
Во время учёбы в университете, Бьёрн познакомился с Сандрой Ангерер (род. 1977). Пара обручилась в июне 2008 года. В июле 2007 года она стала управляющим директором организации Gardeners for All e. В., а также руководителем Зеленой школы Майнау, которая готовит молодых людей с ограниченными возможностями обучения к трудовой жизни.
Свадьба состоялась 7 мая 2009 года, в замковой церкви на острове Майнау. На церемонии присутствовали королева-консорт Швеции Сильвия (род. 1943) и кронпринцесса Виктория (род. 1977).
Супруги жили в замке, который находился на острове. О расставании пары было объявлено в ноябре 2018 года. Детей у них не было.